# Robert Brandenberger
Robert Hans Brandenberger (Berna, 15 de março de 1954) é um cosmologista estadunidense, professor de física da Universidade McGill em Montreal, Quebec, Canadá.

## Biografia
Brandenberger completou a graduação no Instituto Federal de Tecnologia de Zurique, Suíça, e obteve um Ph.D. na Universidade Harvard. No pós-doutorado foi aluno de Stephen Hawking na Universidade de Cambridge. Professor Brandenberger entrou para a faculdade da Universidade Brown em 1987 e em 2004 na Universidade McGill, onde é Canada Research Chair (Tier 1). É também membro afiliado do Instituto Perimeter de Física Teórica. Robert Brandenberger desenvolveu a teoria da string gas cosmology com seu colega Cumrun Vafa.
Recebeu o Prêmio ACP-CRM de 2011.

## Publicações selecionadas
- Quantum field theory methods and inflationary universe models, Rev. Mod. Phys., Volume 57, 1985, p. 1
- Theory of cosmological perturbations, Physics Reports, Volume 215, 1992, p. 203
- Modern Cosmology and Structure Formation, TASI Lectures 1994, Arxiv
- Topological defects and structure formation, Int. J. Mod. Phys. A, Volume 9, 1994, p. 2117–2190, Arxiv
- Editor com A. Blanchard, Reza Mansouri: Large scale structure formation, Springer 2000
- Theory of Cosmological Perturbations and Applications to Superstring Cosmology, in: Laurent Baulieu et al.: String Theory: From Gauge Interactions to Cosmology,  Cargèse 2004, Springer 2005, p. 79–116
- com Ali Nayeri, Subodh Patil, Cumrun Vafa: String Gas Cosmology and Structure Formation, International Journal of Modern Physics A, Volume 22, 2007, p. 3621–364, Arxiv